# 圣保罗迪佐尔
圣保罗迪佐尔（法語：Saint-Paul-d'Uzore，法語發音：[sɛ̃ pɔl dy zɔʁ]）是法国卢瓦尔省的一个市镇，属于蒙布里松区。

## 地理
圣保罗迪佐尔（45°40'41"N, 4°4'50"E）面积9.51 平方千米，位于法国奥弗涅-罗讷-阿尔卑斯大区卢瓦尔省，该省份为法国中南部省份，北起顺时针与索恩-卢瓦尔省、罗讷省、伊泽尔省、阿尔代什省、上盧瓦爾省、多姆山省和阿列省接壤。
与圣保罗迪佐尔接壤的市镇（或旧市镇、城区）包括：蒙凡尔登、沙兰迪佐尔、尚迪约、萨维尼厄、福雷地区莫尔南。

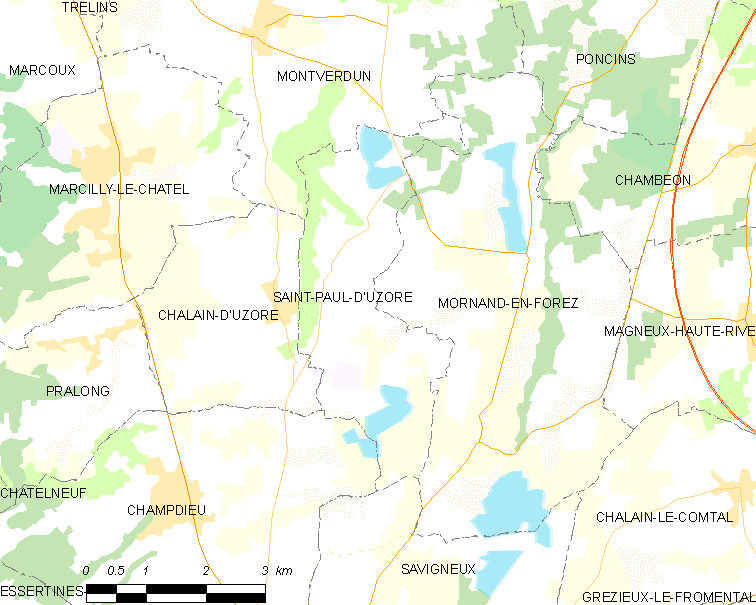
圣保罗迪佐尔的OSM定位图

圣保罗迪佐尔的时区为UTC+01:00、UTC+02:00（夏令时）。

## 行政
圣保罗迪佐尔的邮政编码为42600，INSEE市镇编码为42269。

## 政治
圣保罗迪佐尔所属的省级选区为蒙布里松县。

## 人口

1962-2008年间圣保罗迪佐尔人口变化图示

圣保罗迪佐尔于2022年1月1日时的人口数量为194人。